# Arnoldo Janssen
San Arnoldo Janssen (en alemán: Arnold  Janßen) (Goch, 5 de noviembre de 1837-Steyl, 15 de enero de 1909) fue un  presbítero católico alemán mayormente conocido por ser el fundador de la Congregación del Verbo Divino, (Misioneros del Verbo Divino), cuyos miembros son llamados verbitas y SVD (del nombre en latín: Societas Verbi Divini), y dos congregaciones de mujeres: las Siervas del Espíritu Santo y las Siervas del Espíritu Santo de Adoración Perpetua.

## Biografía
Janssen, el segundo de once hijos, nació en Goch, pequeña ciudad de la Baja Renania (hoy en Alemania), ubicada cerca de la frontera con Holanda. Ordenado sacerdote (presbítero) en la diócesis de Münster el 15 de agosto de 1861, Janssen fue enviado como profesor a la ciudad de Bocholt, donde enseñó ciencias naturales y matemáticas en la escuela secundaria.
Por su profunda devoción al Sagrado Corazón de Jesús, fue nombrado director diocesano del Apostolado de la Oración. En 1873 renunció a su cargo docente y fundó una pequeña revista mensual, El Pequeño Mensajero del Corazón de Jesús, que ofrecía noticias misionales y animaba a los católicos de lengua alemana a hacer más por las misiones.
Corrían en el Reino de Prusia los tiempos de Otto von Bismarck y su Kulturkampf (batalla por la cultura), destinada, entre otras cosas, a contrarrestar la influencia de la Iglesia católica, derivó en la expulsión de sacerdotes y el encarcelamiento de varios obispos. Fue entonces cuando Janssen pensó que algunos de religiosos expulsados podrían ser enviados a las misiones o ayudar en la preparación de misioneros; animado por el vicario apostólico de Hong Kong y con el apoyo de varios obispos, compró tierras al otro lado de la frontera, en Steyl (Holanda), e inauguró la casa misional, dando comienzo así a la Congregación de los Misioneros del Verbo Divino: el 2 de marzo de 1879 partieron los dos primeros misioneros hacia China, John Anzer y José Freinademetz, quien más tarde sería canonizado.
Una de las primeras medidas que tomó Janssen fue crear una imprenta para editar publicaciones destinadas a fomentar el interés por las misiones; considerado como “el animador misional” en los países de habla alemana, su revista mensual para las familias Stadt Gottes (Ciudad de Dios, que alcanzó una tirada de 200.000 ejemplares) y el St. Michaels Kalender (Calendario de S. Miguel, con más de 700.000) tuvieron una gran influencia sobre la Iglesia en Alemania.
Janssen fundó, además, dos congregaciones religiosas femeninas: las Siervas del Espíritu Santo, el 8 de diciembre de 1889 (en 1895 dos primeras hermanas fueron enviadas a Argentina), y las Siervas del Espíritu Santo de Adoración Perpetua, el 8 de septiembre de 1896, rama de clausura que tenía como objetivo adorar al Santísimo Sacramento.
El 19 de octubre de 1975, Arnoldo Janssen fue beatificado por el papa Pablo VI, junto al primer misionero enviado a China, el padre Freinademetz.
En 2003, Juan Pablo II declara a Janssen y Freinademetz como santos de la Iglesia católica.